# سيمور هيرش
سيمور هيرش (بالإنجليزية: Seymour Hersh)‏ صحفي أمريكي ولد في شيكاغو لاسرة يهودية عام 1937 وفائز بجائزة بولتزر للصحافة وقد اشتهر عام 1969 بعد كشفة مذبحة قرية ماي لاي التي قامت بها القوات الأميركية خلال حرب فيتنام و في العام 1991 اصدر هيرش كتابة خيار شمشون ، الترسانة النووية الإسرائيلية والسياسة الخارجية الأميركية، وقد ذكر في كتباه ذلك أن نيكولاس ديفيس محرر الشؤون الخارجية في صحفية الديلي ميرور ابلغ السفارة الإسرائيلية في لندن عن مردخاي فعنونو الخبير النووي الإسرائيلي الذي كشف وجود البرنامج النووي الإسرائيلي.

## مجزرة ماي لاي
هي مجزرة وقعت خلال حرب الفيتنام على أيادي جنود أمريكيين. وأثارت الصور التي التقطت أثناء المجزرة إلى موجة استنكار عالمية.
في صبيحة يوم 16 مارس 1968 قام الملازم ويليام كايلي وجنوده بتطويق قرية ماي لاي ثم قام بجمع القرويين العزل وأمر بإضرام النار في بيوتهم وقتل كافة السكان. لاقى ما بين 300 و 500 مدني مصرعهم في هذه المجزرة التي تواصلت حتى اكتشفها اثنين من الجي أي'ز كانا يحلقان قدرا فوق المنطقة فتدخلا لإيقاف العملية.
بعد مرور عام على تلك الأحداث وفي شهر مارس من سنة 1969 قام الجندي رينولد ريدنهاور ببعث رسائل إلى عدة شخصيات ومؤسسات رسمية مبلغا بذلك عن ملازمه وكاشفا فظاعة مجزرة كانت ستموت مع ضحاياها. وفي يوم 20 نوفمبر قامت وسائل الإعلام بكشف القضية وبنشر صور الضحايا.
قامت محكمة عسكرية بالحكم على ويليام كايلي بسجن مدى الحياة غير أنه تم إطلاق سراحه بعد 5 سنوات عندما منحه الرئيس نيكسون عفوا خاصا سنة 1974.

## روابط خارجية
- سيمور هيرش على موقع IMDb (الإنجليزية)
- سيمور هيرش على موقع الموسوعة البريطانية (الإنجليزية)
- سيمور هيرش على موقع مونزينجر (الألمانية)
- سيمور هيرش على موقع إن إن دي بي (الإنجليزية)
- سيمور هيرش على موقع قاعدة بيانات الفيلم (الإنجليزية)